# Punta Blanca (Puerto Fitz Roy)
La punta Blanca (51°46′S 58°09′O / -51.767, -58.150) es una saliente que se encuentra en el este de la isla Soledad del archipiélago de las Malvinas. Administrativamente pertenece al departamento Islas del Atlántico Sur de la provincia de Tierra del Fuego, Antártida e Islas del Atlántico Sur.
Este accidente geográfico forma la boca de la hoya Chasco junto con la punta Jardín; encontrándose al sur de las alturas Rivadavia y en la costa norte del puerto Fitz Roy. También se ubica cerca de la desembocadura del río Fitz Roy.